# Визовая политика Афганистана

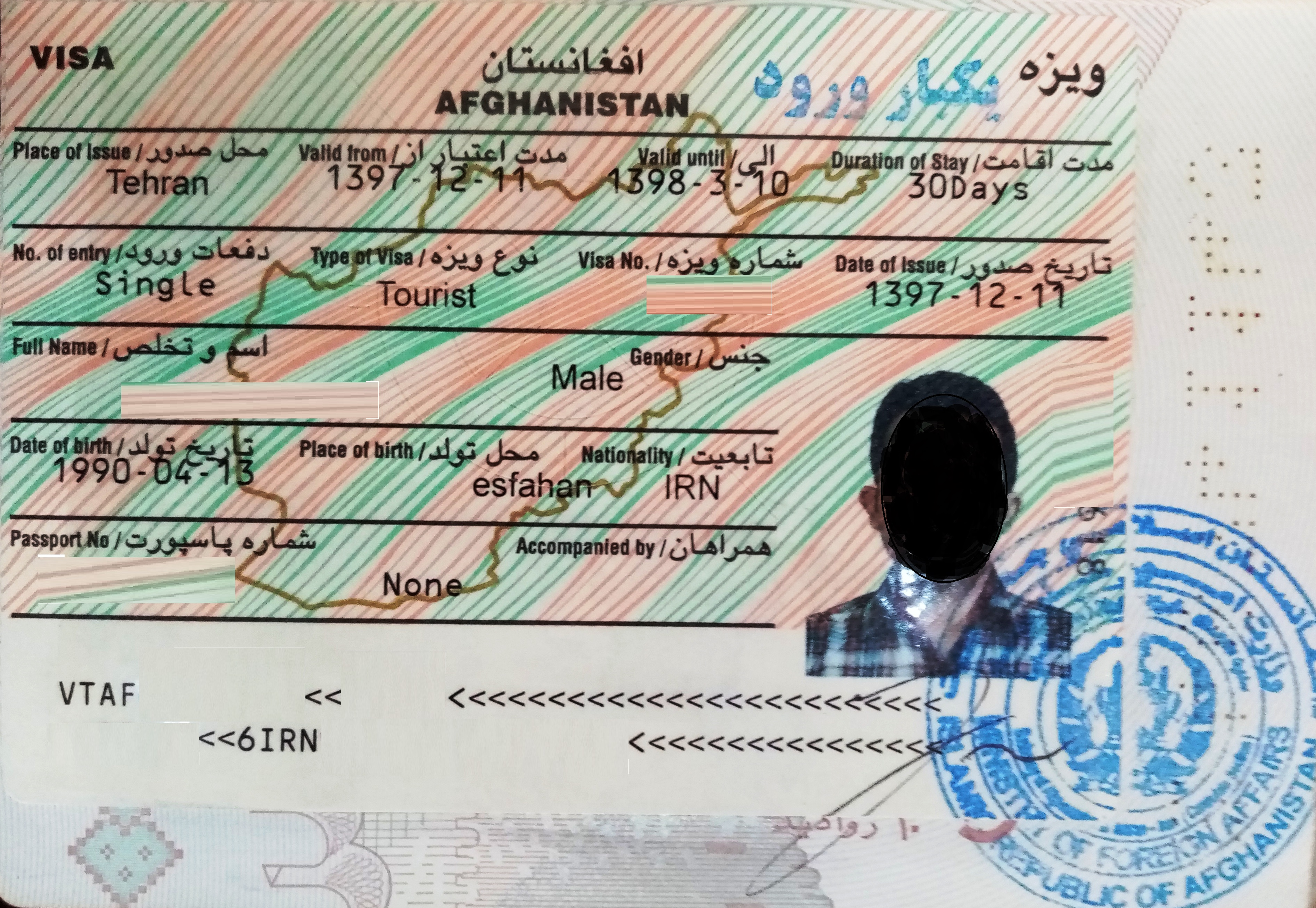
Виза Исламской Республики Афганистан, выданная в Иране

Визовая политика Афганистана состоит из требований, предъявляемых к иностранным гражданам для поездок в Исламский Эмират Афганистан, въезда в данную страну и пребывания в ней. В соответствии с законодательством, гражданам всех стран требуется виза для посещения Афганистана. Единственными исключениями являются лица, которые либо родились в Афганистане, либо родились от родителей-афганцев.
В феврале 2015 года Афганистан объявил об открытии визы по прибытии в международном аэропорту имени Хамида Карзая для деловых посетителей, журналистов, спортсменов, сотрудников авиакомпаний и пассажиров, следующих транзитом из стран, не имеющих дипломатического представительства Афганистана.
После того, как в августе 2021 года Кабул пал из-за наступления талибов, обстановка визового режима Афганистана стала неопределённой. Дипломатические миссии Афганистана, созданные Исламской Республикой, получили от «Талибана» указание продолжать свою работу, и правительство «Талибана» принимает визы, выданные этими миссиями для въезда в Афганистан. Некоторые миссии прекратили выдачу виз, в то время как большая часть продолжает их выдавать. В период с марта 2023 года по март 2024 года Афганистан с целью работы и туризма посетили около 28 000 иностранцев. 
С июля 2024 года власти Афганистана прекратили принимать визы, выданные в дипломатических миссиях Афганистана в Великобритании, Австрии, Бельгии, Германии, Италии, Франции, Греции, Польше, Норвегии, Швеции, Швейцарии, Канаде и Австралии, из-за «несогласованных» действий посольств данных стран.

## Карта визовой политики

Визовая политика Афганистана
Афганистан
Безвизовый режим для владельцев дипломатических и служебных паспортов
Безвизовый режим для владельцев дипломатических паспортов
Требуется получение визы

## Безвизовый въезд
Освобождение от афганской визы на срок до 30 дней распространяется на владельцев дипломатических или служебных паспортов следующих стран:
- Китай
- Индия
- Индонезия
- Иран
- Таджикистан
- Куба

В июле 2021 года стало известно, что талибы отменили визовый режим для водителей фур Таджикистана, на КПП Шерхан-Бандар.
В мае 2024 года Турция приостановила действие дипломатического визового соглашения с Афганистаном, подписанного в 2008 году.